# Boucoiran-et-Nozières
Boucoiran-et-Nozières är en kommun i departementet Gard i regionen Occitanien i södra Frankrike. Kommunen ligger i kantonen Lédignan som tillhör arrondissementet Alès. År 2022 hade Boucoiran-et-Nozières 995 invånare.

## Befolkningsutveckling
Antalet invånare i kommunen Boucoiran-et-Nozières
Referens:INSEE